# Syntaxe de l'adverbe en français
En grammaire française, et plus précisément, d'un point de vue syntaxique, l'adverbe peut remplir un certain nombre de fonctions  (pour ce qui concerne sa morphologie, consulter Morphologie de l'adverbe).

## Fonction de l'adverbe
La fonction habituelle de l'adverbe est de compléter (ou modifier, ou préciser) le sens d'un mot ou d'un syntagme (le plus souvent, un verbe, un adjectif ou un autre adverbe).

### Cas général
- Comme son nom l'indique, l'adverbe a tout d'abord pour fonction de compléter un verbe :

Tu parles trop.
L'adverbe « trop » complète le verbe « parles » (ou encore : complément circonstanciel de quantité du verbe « parles »)
- Il peut également compléter un adjectif, ou encore, un autre adverbe :

Je suis trop fatigué pour sortir.
L'adverbe « trop » complète l'adjectif qualificatif « fatigué ».
Je marche trop lentement.
L'adverbe « trop » complète l'adverbe « lentement ».
- Dans certains cas, on pourrait presque dire que l'adverbe modifie un groupe nominal complément circonstanciel :

Il travaille sérieusement. / Il travaille tout à fait sérieusement.
L'adverbe « sérieusement » est CC de manière du verbe « travaille ». L'adverbe de quantité « tout à fait » (locution adverbiale) modifie l'adverbe « sérieusement ».
Il travaille avec sérieux. Il travaille tout à fait avec sérieux.
Le groupe prépositionnel « avec sérieux » est CC de manière du verbe « travaille », tout comme l'adverbe « sérieusement » dans l'exemple précédent. L'adverbe de quantité « tout à fait » (locution adverbiale) modifie le groupe nominal « avec sérieux ». Une autre analyse consiste à dire que l'adverbe « tout à fait » et la préposition « avec » forment une combinaison (cf. ci-après).

### Adverbe et mot de liaison
- Il arrive que l'adverbe complète un mot-outil (une préposition, une conjonction, etc.) :

Bien avant la nuit. Aujourd'hui, ou même demain. Presque sur la place.
L'adverbe « bien » renforce la préposition « avant ». L'adverbe « même » renforce la conjonction de coordination « ou ». L'adverbe « presque » renforce la préposition « sur ».
Il faudra soigneusement éviter dans ce cas, de parler de « syntagme prépositionnel » (Voir à ce propos).
- Souvent, l'adverbe se combine avec la conjonction de subordination « que », pour former une locution conjonctive de subordination discontinue (on parle dans ce cas de corrélation) :

Il a tant travaillé qu'il est épuisé.

### Adverbe explétif
- Certains adverbes sont dits explétifs, c'est-à-dire qu'ils ne modifient pas le contenu du message, et qu'ils ne servent qu'à atténuer ou renforcer l'expression :

Voulez-vous bien vous taire ! Prenez donc une chaise. Qu'est-ce que tu me dis là ? Je crains qu'il ne pleuve demain. Regarde un peu ce que j'ai fait !

## Place de l'adverbe
La place de l'adverbe peut varier en fonction du type d'adverbe, du noyau dont il dépend, de sa longueur (les adverbes longs sont plus mobiles que les adverbes courts). 

### Place de l'adverbe complétant un verbe
- Lorsqu'il est le satellite d'un verbe, l'adverbe se place normalement après ce verbe, ou, en cas de temps composé, après l'auxiliaire et avant le participe passé :

Je mange bien. J'ai bien mangé. 
- Cependant, si l'adverbe est long, on préfère le placer après le verbe, même s'il s'agit d'un temps composé :

Je mange goulûment. J'ai mangé goulûment / Je mange goulument. J'ai mangé goulument. 
- Comme tout complément circonstanciel, l'adverbe modifiant le verbe est déplaçable. Dans l'exemple suivant, si l'on veut attirer l'attention sur la lenteur de la promenade, on placera l'adverbe en tête ou à la fin de la phrase.

Il se promène lentement autour du lac.
Lentement, il se promène autour du lac.
Il se promène autour du lac, lentement.
- Dans certains cas, le renvoi de l'adverbe en tête de phrase le détache nettement du verbe, surtout si l'adverbe est suivi d'une pause (à l'oral), d'une virgule (à l'écrit). L'adverbe peut alors modifier non seulement le verbe mais l'ensemble de la phrase.

La porte grinça curieusement.
L'adverbe modifie le verbe.
Curieusement, la porte grinça.
L'adverbe modifie la phrase entière.
- Une locution adverbiale discontinue, c'est-à-dire, pouvant être interrompue par un autre mot (« ne pas », par exemple), encadre généralement le verbe, ou, en cas de temps composé, l'auxiliaire :

Je ne mange pas. Je n'ai pas mangé.
- Lorsque le verbe est à l'infinitif, la locution redevient continue et se place avant le verbe :

Ne pas manger. Ne pas avoir mangé.
- Dans ce cas, il peut y avoir concurrence de place avec les pronoms personnels compléments conjoints :

Pour le bien passer / Pour bien le passer. (Pour passer le Rhône - Chanson populaire)
- Si le verbe est au participe, présent ou passé, voir ci-après.

### Place de l'adverbe complétant un adjectif, un participe ou autre adverbe
Les adverbes qui complètent un adjectif qualificatif sont surtout des adverbes exprimant la quantité ou l'intensité.
- Habituellement, l'adverbe satellite d'un adjectif, d'un participe ou d'autre adverbe, se place avant son noyau :

Un paysage très beau. / Une personne très fatiguée. / Il m'a accueilli très gentiment.
- Mais il existe plusieurs cas particuliers qui dépendent, d'une part de l'adverbe en question, d'autre part du choix du locuteur (il s'agit alors d'un procédé de mise en valeur ou figure de style) :

Il m'a répondu presque agressivement. / Il m'a presque répondu agressivement. / Il m'a répondu agressivement, presque.
Elle est délicieusement parfumée. / Elle est parfumée, délicieusement.
- Les adverbes interrogatifs et exclamatifs se placent normalement au début de la phrase (ou de la proposition) qu'ils introduisent :

Quand viendras-tu ? Comme tu es belle ! Je me demande combien ça coûte.

### Adverbe ayant valeur de nom ou d'adjectif
- Souvent l'adverbe est employé avec une valeur adjectivale. Dans ce cas, il devient satellite d'un nom ou d'un pronom, dont il est épithète ou attribut, tout en restant invariable :

Des gens bien. Des personnes debout. La page ci-après.
- On notera qu'inversement, un adjectif peut être employé comme adverbe. Selon le cas et selon le sens, il peut ou non s'accorder :

Cette soupe est servie chaude. Des fleurs qui sentent bon. Dire sa pensée tout net.
- De même, l'adverbe peut à l'occasion être nominalisé :

Demain est un autre jour. Trop, c'est trop !

## Satellites du groupe adverbial
- Habituellement, seul un adverbe peut compléter un autre adverbe. Un adverbe ne peut donc avoir comme satellites, que d'autres adverbes :

Il m'a parlé très gentiment.
Dans le syntagme adverbial « très gentiment », l'adverbe « très » complète l'adverbe noyau « gentiment ».
- Parfois cependant, un syntagme nominal peut être le satellite d'un adverbe :

Parallèlement à cette étude, il a appris le sanscrit.
Dans le syntagme adverbial « parallèlement à cette étude », le syntagme satellite « à cette étude » est complément de l'adverbe noyau « parallèlement ».
Contrairement à ses promesses, il n'est pas venu. Conformément à la loi…
- De même, une proposition subordonnée peut être satellite d'un adverbe :

Il est trop poli pour être honnête.
Dans le syntagme adverbial « trop [...] pour être honnête », le syntagme infinitif « pour être honnête » est complément de l'adverbe noyau « trop ».
Il est plus courageux que je n'aurais cru.
Dans le syntagme adverbial « plus [...] que je n'aurais cru », le syntagme verbal « que je n'aurais cru » (proposition subordonnée conjonctive) est complément de l'adverbe noyau « plus ».

## Comparatif
Un comparatif est un adverbe (ou plus exactement une locution adverbiale) permettant d'exprimer une comparaison entre deux termes. 
- Il existe trois types de comparatifs.

- Lorsque le premier terme est supérieur au second, on a affaire à un comparatif de supériorité (généralement « plus… que ») : 
Pierre est plus grand que Paul.
- Lorsque le premier terme est inférieur au second, on a affaire à un comparatif d'infériorité (généralement « moins… que ») : 
Pierre est moins grand que Paul.
- Lorsque le premier terme est égal au second, on a affaire à un comparatif d'égalité (généralement « aussi… que ») : 
Pierre est aussi grand que Paul.
- Le mot « que », servant à introduire le deuxième terme, est en réalité la conjonction de subordination annonçant une proposition subordonnée (conjonctive circonstancielle corrélative), généralement sous-entendue. Notre premier exemple peut donc être analysé comme une ellipse de :

Pierre est plus grand que Paul est grand.
- On notera en outre que le deuxième terme de la comparaison (introduit par « que ») peut être totalement sous-entendu. C'est ainsi que notre premier exemple pourra être simplifié en :

Pierre est plus grand.
- L'adverbe comparatif peut se rapporter à un verbe, à un adjectif (le plus souvent, un adjectif qualificatif) ou encore, à un autre adverbe. Lorsqu'il s'agit d'un adjectif ou d'un autre adverbe, la locution comparative encadre cet adjectif ou cet adverbe :

Travailler plus que […]. Plus prudent que […]. Plus prudemment que […].

### Comparatif se rapportant à un adjectif
On notera au préalable que certains adjectifs se contractent (on parle de comparatifs synthétiques) avec le comparatif de supériorité « plus ». Il s'agit principalement des adjectifs « bon » (plus + bon = « meilleur »), « mauvais » (plus + mauvais = « pire ») et « petit » (plus + petit = « moindre »).
- La comparaison peut porter sur divers éléments.

- Sur l'adjectif encadré par le comparatif :
Ta voiture est aussi rapide que confortable.
- Sur le nom (ou le pronom) auquel se rapporte cet adjectif :
Ta voiture est aussi rapide que la mienne.
- Sur les deux éléments :
Ta voiture est aussi rapide que la mienne est confortable.
- Sur d'autres éléments tels que complément circonstanciel (ou adverbe) de temps, de lieu, etc. Dans ce dernier cas, on remarquera que l'un des éléments peut être sous-entendu :
Aujourd'hui, le ciel est aussi bleu qu'hier.
Aujourd'hui, le ciel est aussi bleu.
Le ciel est aussi bleu  qu'hier.

### Comparatif se rapportant à un adverbe
On notera au préalable que certains adverbes se contractent (ici encore, on parle de comparatifs synthétiques) avec le comparatif de supériorité « plus ». Il s'agit principalement des adverbes « bien » (plus + bien = « mieux ») et « mal » (plus + mal = « pis » ; mais on dit plus souvent « plus mal », plutôt que « pis »). 
- La comparaison peut porter sur divers éléments.

- Sur l'adverbe encadré par le comparatif : 
Il travaille aussi rapidement que proprement.
- Sur le sujet du verbe auquel se rapporte cet adverbe : 
Il travaille aussi rapidement que moi.
- Sur les deux éléments : 
Il travaille aussi rapidement que je travaille proprement.
- Sur d'autres éléments tels que complément circonstanciel (ou adverbe) de temps, de lieu, etc. Dans ce dernier cas, on remarquera que l'un des éléments peut être sous-entendu : 
À l'école, il travaille aussi rapidement qu'à la maison.
À l'école, il travaille aussi rapidement.
Il travaille aussi rapidement qu'à la maison.

### Comparatif se rapportant à un verbe
Il convient au préalable de noter deux particularités. D'abord, la locution comparative n'encadre pas le verbe, mais suit celui-ci. Ensuite, en ce qui concerne le comparatif d'égalité, la locution employée n'est plus « aussi… que » mais « autant… que ». 
- La comparaison peut porter sur divers éléments.

- Sur le verbe auquel se rapporte le comparatif : 
Christophe dépense autant que ce qu'il gagne.
- Sur le sujet de ce verbe : 
Christophe dépense autant que moi.
- Sur les deux éléments : 
Christophe dépense autant que ce que je gagne.
- Sur d'autres éléments tels que complément circonstanciel (ou adverbe) de temps, de lieu, etc. Dans ce dernier cas, on remarquera que l'un des éléments peut être sous-entendu : 
Christophe dépense plus chez le boucher que chez le crémier.
Christophe dépense plus chez le boucher.
Christophe dépense plus que chez le crémier.

## Superlatif
Un superlatif est un adverbe de quantité (« très », « extrêmement », « le plus », « le moins »…) pouvant modifier un adjectif, un verbe ou un autre adverbe, qui souligne l'importance de la qualité exprimée par cet adjectif, ce verbe ou cet adverbe. Il peut être relatif ou absolu. 

### Superlatif relatif (de supériorité ou d'infériorité)
Le superlatif relatif peut être superlatif de supériorité (« le plus ») ou superlatif d'infériorité (« le moins »). Il s'apparente aux comparatifs de supériorité ou d'infériorité. Cependant, il compare, non pas deux éléments, mais un élément aux autres éléments d'un même ensemble : 
C'est le meilleur de mes élèves. C'est mon meilleur élève. C'est le meilleur.
Le deuxième élément de la comparaison (introduit pas la préposition « de ») peut être présent ou sous-entendu : 
Le guépard est l'animal le plus rapide de la savane. Le guépard est le plus rapide. Il court le plus rapidement.

### Superlatif absolu
Contrairement au précédent, et comme son nom l'indique, le superlatif absolu quantifie sans indiquer ni sous-entendre un quelconque élément de comparaison (Absolument, beaucoup, drôlement, extrêmement, fort, merveilleusement, super, tellement, très, trop, etc.) : 
Un très beau pays. J'aime beaucoup les pâtisseries. Un produit fort cher. Un service extra-rapide. Un résultat archi-faux…
En ce qui concerne un certain nombre d'adjectifs, on peut obtenir un résultat analogue avec le suffixe « -issime » (mais dans ce cas, bien sûr, il ne s'agit plus d'un adverbe) :
Un objet rarissime. Un homme richissime. Un travail urgentissime. Une maladie gravissime. Un personnage illustrissime…
Pour : « Un objet très rare. Un homme très riche. Un travail très urgent. Une maladie très grave. Un personnage très illustre… »

## Sujets connexes
- Morphologie de l'adverbe
- Généralités sur l'adverbe
- Mot
- Syntaxe
- Nature (grammaire)
- Syntagme
- Fonction syntaxique
- Analyse morphosyntaxique
- Représentation (grammaire)
- Énonciation
- Liste des notions utilisées en linguistique